# Manu Bennett
Pour les articles homonymes, voir Bennett.
Manu Bennett est un acteur néo-zélandais né le 10 octobre 1969. Il est connu principalement pour les rôles de Crixus dans la série télévisée Spartacus et d'Azog dans la trilogie Le Hobbit de Peter Jackson, aussi en tant que Deathstroke dans la série télévisée Arrow et qu'Allanon dans Les Chroniques de Shannara à partir de 2016.

## Carrière
En 1993, il commence sa carrière dans le soap australien Paradise Beach. Avant d'obtenir plusieurs rôles mineurs dans des séries australiennes.
En 1996, il monte sur les planches de théâtre australiennes pour jouer le garde-chasse dans L'amant de Lady Chatterley.
En 1999, Bennett a décroché son premier rôle principal dans un long métrage nommé Tomoko, tourné à Tokyo, avec Rumiko Koyanag.
En 2000, il obtient le rôle de Marc Antony dans la série Xena, la guerrière le temps d'un épisode.
En 2003, il est le présentateur d'une Télé-réalité Neo-zélandais Going Straight.
En 2006, il participe à The Marine une production WWE Films aux côtés de John Cena.
En 2010, il devient co-vedette dans la nouvelle série télévisée américaine Spartacus : Le Sang des gladiateurs où il tient le rôle de Crixus. Il retrouvera d'ailleurs Lucy Lawless, avec qui il a joué dans Xena, la guerrière.
En 2011, il tient à nouveau le rôle de Crixus dans le préquel Spartacus : Les Dieux de l'arène.
En 2012, Il tient le rôle de Crixus dans la deuxième saison de Spartacus : Vengeance.
En 2013, il tient le rôle de Crixus dans la suite et fin de Spartacus : La Guerre des damnés.
En 2012, il joue le méchant Azog dans le film Le Hobbit : Un voyage inattendu. La même année, il obtient le rôle récurrent de Slade Wilson / Deathstroke dans la série de la The CW Arrow.
En 2013, il est promu au rang d'acteur principal lors de la deuxième saison d'Arrow, il tient le rôle de Slade Wilson / Deathstroke. Il retrouve pour cette deuxième saison Katrina Law qui a joué Mira dans Spartacus.
Il est également sur le tournage des deux suites du film Le Hobbit.
Fin 2015, il commence le tournage de la saison 1 des Chroniques de Shannara. Cette série de MTV US sera diffusé dès le 6 janvier 2016 aux États-Unis.
En 2017, il reprendra son rôle de Deathstroke pour la saison 5 d'Arrow.

## Famille
Manu Bennett a trois enfants, Huia, Mokoia et Pania.

## Filmographie

### Télévision
- 1996-1997 : Brigade des mers : Joseph Lipinski
- 1998 : Terre violente : Wanatcha
- 2000 : Xena, la guerrière : Marc Antony
- 2001-2002 : Shortland Street : Jack Hewitt
- 2002 : Street Legal : Matt Urlich
- 2008 : The Strip : Brandon Bell
- 2010 : Spartacus : Le Sang des gladiateurs : Crixus
- 2010 : Sinbad and The Minotaur (Téléfilm) : Sinbad
- 2011 : Spartacus : Les Dieux de l'arène : Crixus
- 2012 : Spartacus : Vengeance : Crixus
- 2012 : Bikie Wars: Brothers in Arms : Sunshine
- 2012-2014 ; 2017-2020 : Arrow : Slade Wilson / Deathstroke (récurrent saison 1 et 6, principal saison 2, invité saisons 3, 5 et 8)
- 2013 : Spartacus : La Guerre des damnés : Crixus
- 2016-2017 : Les Chroniques de Shannara : Allanon (20 épisodes)

### Cinéma
- 2006 : The Marine : Bennett
- 2007 : The Condemned : Paco
- 2007 : 30 Jours de Nuit : Billy Kitka
- 2012 : Le Hobbit : Un voyage inattendu (The Hobbit: An Unexpected Journey), de Peter Jackson : Azog
- 2013 : Le Hobbit : La Désolation de Smaug, de Peter Jackson : Azog
- 2014 : Le Hobbit : La Bataille des Cinq Armées, de Peter Jackson : Azog
- 2017 : La Course à la mort de l'an 2050 (Roger Corman's Death Race 2050) : Frankenstein
- 2023 : Perfect Addiction  de Castille Landon (en) : Julian

## Voix françaises
En France, Gilles Morvan est la voix régulière de Manu Bennett.
| - Gilles Morvan dans : - Spartacus : Le Sang des gladiateurs (série télévisée) - Spartacus : Les Dieux de l'arène (série télévisée) - Sinbad et le minotaure (téléfilm) - Les Chroniques de Shannara (série télévisée) - Roger Corman's Death Race 2050 - Perfect Addiction | - David Krüger dans : - 30 jours de nuit - Arrow (série télévisée) Et aussi - Mathieu Moreau (Belgique) dans The Marine |